# Jonna Dahlberg
Jonna Victoria Dahlberg (13 giugno 2000) è una calciatrice svedese, centrocampista dell'Örebro SK.

## Carriera

### Club
Tesserata con il KIF Örebro, dal 2017 Dahlberg è inserita in prima squadra, giocando alcuni incontri della Coppa di Svezia nella stagione 2017. Dal 2018 il tecnico Stefan Ärnsved la impiega con maggiore continuità, disputando l'Elitettan, secondo livello del campionato svedese femminile di calcio, dove matura 20 presenze siglando una rete, alle quali si sommano le presenze in Svenska Cupen damer 2018. Al termine del campionato festeggia con le compagne la promozione in Damallsvenskan e il ritorno della società di Örebro al vertice del campionato nazionale. Rimane legata alla società anche per la stagione successiva, dove matura altre 18 presenze in campionato siglando una rete, contribuendo a raggiungere l'ottavo posto e un'agevole salvezza. Nel 2019 indossa anche la maglia del RIK (Rävåsens IK) Karlskoga, giocando nel girone Norra Götaland della Division 1 (terzo livello del campionato svedese), maturando 6 presenze e siglando una rete.
Nel 2020 si trasferisce in Israele, sottoscrivendo un accordo con il Ramat HaSharon per disputare la seconda parte della stagione 2019-2020 con la società dell omonimo centro del distretto di Tel Aviv. Schierata con la squadra che disputa la Ligat Nashim, massimo livello del campionato israeliano, Dahlberg sigla 7 reti (5 in campionato e 2 in coppa) fornendo 9 assist in 13 partite di campionato prima della sua sospensione dovuta alla pandemia di COVID-19, contribuendo in modo sostanziale alla riconquista del titolo nazionale dopo quello del 2015-2016 e al ritorno della squadra in UEFA Women's Champions League.
Durante la successiva sessione estiva di calciomercato il Florentia San Gimignano ha annunciato l'ingaggio della centrocampista svedese per disputare la stagione entrante con la maglia neroverde della società toscana. Al termine della stagione con la cessione del titolo sportivo da parte del Florentia, si è trovata svincolata assieme a tutta la squadra. Subito dopo si è trasferita al Verona.
L'esperienza al Verona è durata per il solo girone d'andata della Serie A 2021-22, durante la quale ha collezionato 7 presenze. All'inizio di gennaio 2022 si è trasferita al Cesena, società militante in Serie B. Per la stagione 2022-23 si è trasferita al Cittadella, continuando a giocare in Serie B.
Rimasta svincolata dopo la rinuncia del Cittadella all'iscrizione al campionato di Serie B, nell'estate 2023 è tornata in Svezia per andare a giocare con l'Örebro SK.

### Nazionale
Dahlberg inizia ad essere convocata dalla Federazione calcistica della Svezia dal 2017, chiamata a vestire la maglia della formazione Under-19 impegnata prima in un quadrangolare amichevole riservato alle Under-18 svoltosi in Svizzera nel settembre di quell'anno, per poi essere inserita in rosa con la squadra che disputa il Trofeo di La Manga nel marzo del 2018.

## Statistiche

### Presenze e reti nei club
Statistiche aggiornate al 1º giugno 2023 .
| Stagione        | Squadra                 | Campionato      | Campionato | Campionato | Coppe nazionali | Coppe nazionali | Coppe nazionali | Coppe internazionali | Coppe internazionali | Coppe internazionali | Altre coppe | Altre coppe | Altre coppe | Totale | Totale |
| Stagione        | Squadra                 | Comp            | Pres       | Reti       | Comp            | Pres            | Reti            | Comp                 | Pres                 | Reti                 | Comp        | Pres        | Reti        | Pres   | Reti   |
| --------------- | ----------------------- | --------------- | ---------- | ---------- | --------------- | --------------- | --------------- | -------------------- | -------------------- | -------------------- | ----------- | ----------- | ----------- | ------ | ------ |
| 2020-2021       | Florentia San Gimignano | A               | 20         | 0          | CI              | 4               | 2               | -                    | -                    | -                    | -           | -           | -           | 24     | 2      |
| 2021-gen. 2022  | Verona                  | A               | 7          | 0          | CI              | 1               | 0               | -                    | -                    | -                    | -           | -           | -           | 8      | 0      |
| gen.-giu. 2022  | Cesena                  | B               | 15         | 0          | CI              | -               | -               | -                    | -                    | -                    | -           | -           | -           | 15     | 0      |
| 2022-2023       | Cittadella              | B               | 22         | 3          | CI              | ?               | ?               | -                    | -                    | -                    | -           | -           | -           | 22+    | 3+     |
| Totale carriera | Totale carriera         | Totale carriera | 64+        | 3+         |                 | 5+              | 2+              |                      | -                    | -                    |             | -           | -           | 69+    | 5+     |

## Palmarès
- Campionato israeliano: 1

Ramat HaSharon: 2019-2020